# Benno Rabinof
Benno Rabinof (ursprünglich Benno Rabinowitz, * 11. Oktober 1910 in New York; † 2. Juli 1975 in Brevard) war ein amerikanischer Violinist jüdisch-russischer Familienherkunft.

## Leben und Werk
Benno Rabinof war Sohn jüdisch-russischer Eltern. Er studierte privat zunächst bei Victor Küzdö und Franz Kneisel. Er absolvierte ab 1919 Aufbaustudien bei Leopold Auer in New York.
Benno Rabinof debütierte 1927 mit den New Yorker Philharmonikern mit Konzerten von Edward Elgar und Pjotr Iljitsch Tschaikowski unter der Leitung von Leopold von Auer. Ab diesem Zeitpunkt trat er in zahlreichen Konzerten in Amerika und in Europa solistisch und mit Orchestern auf. In den frühen 1940er Jahren ging Rabinof eine künstlerische Partnerschaft mit der Pianistin Sylvia Smith-Rabinof (1913–2001) ein. 1943 heirateten beide. Er ging mit ihr auf zahlreiche Tourneen durch Europa und Amerika, nach Israel und in die Türkei.
Der amerikanische Komponist Robert Russell Bennett schrieb 1947 seine Song Sonata für Violine und Klavier für das Duo Benno und Sylvia Rabinof und widmete sie diesem Künstlerpaar. Das Paar spielte bis zu Benno Rabinofs Tod im Jahr 1975 zusammen und spielte gemeinsam zahlreiche Tonträger ein.